# Otto Wagner

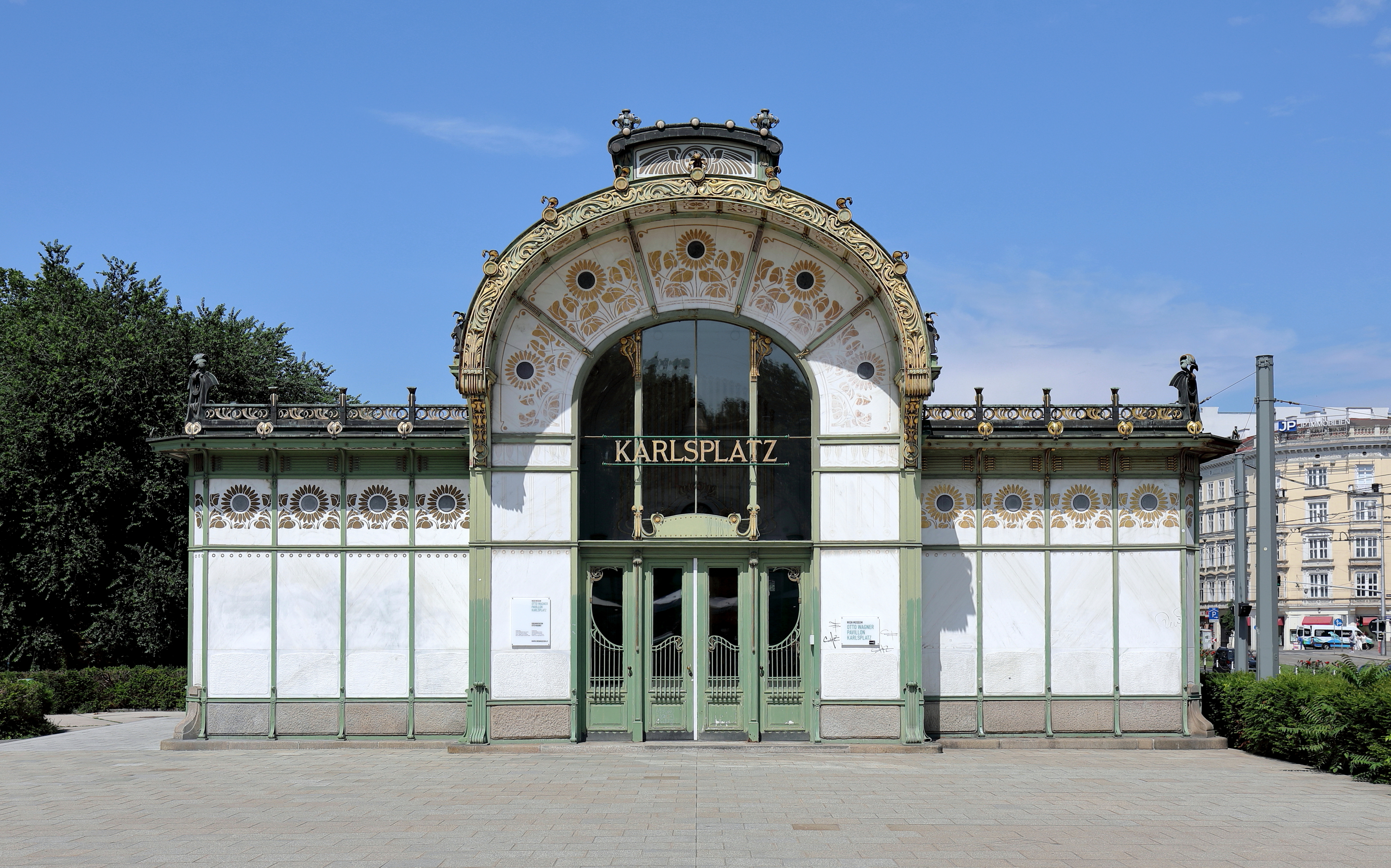
Station Karlsplatz (1898)

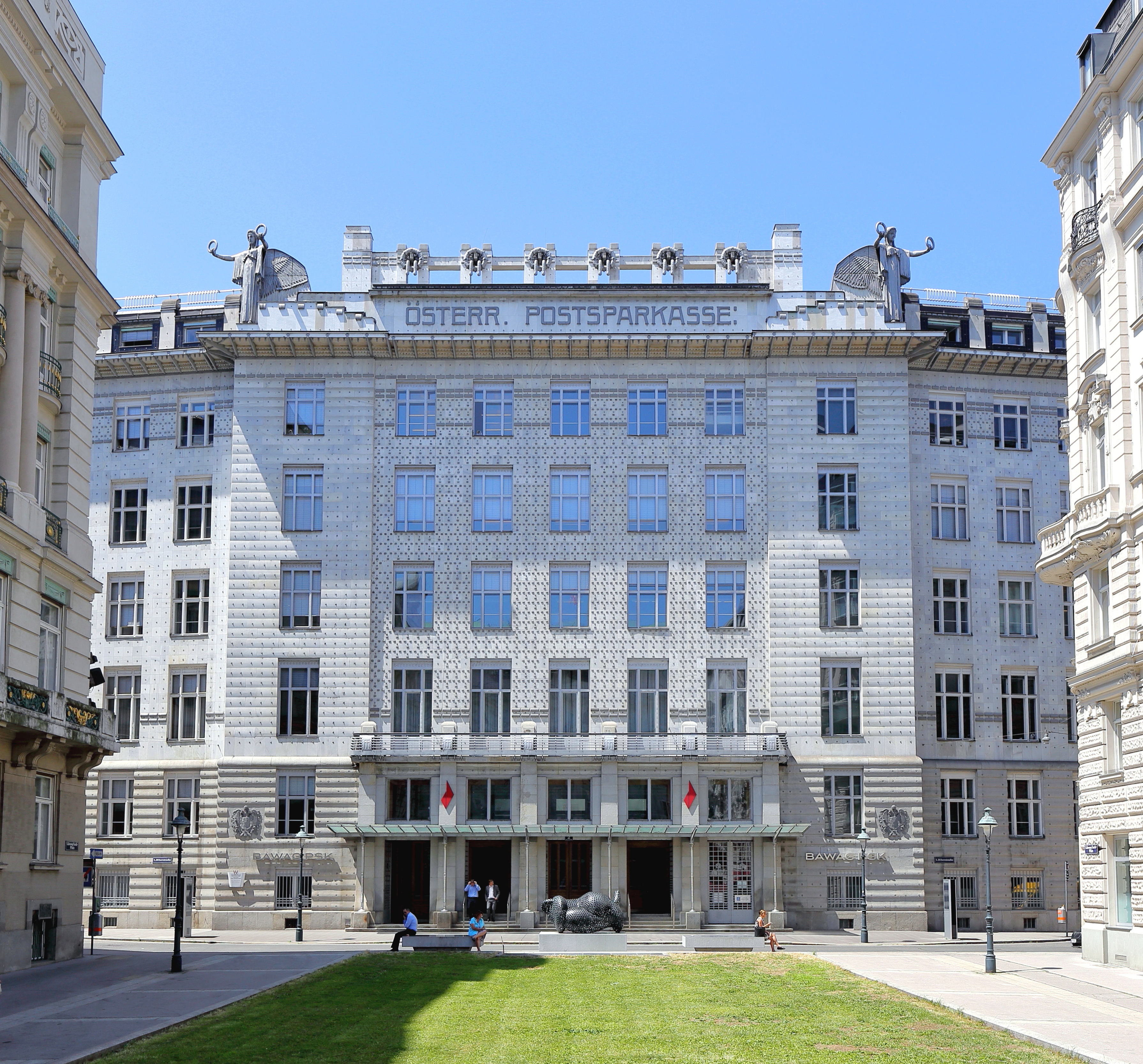
Postspaarbank (1904-6)

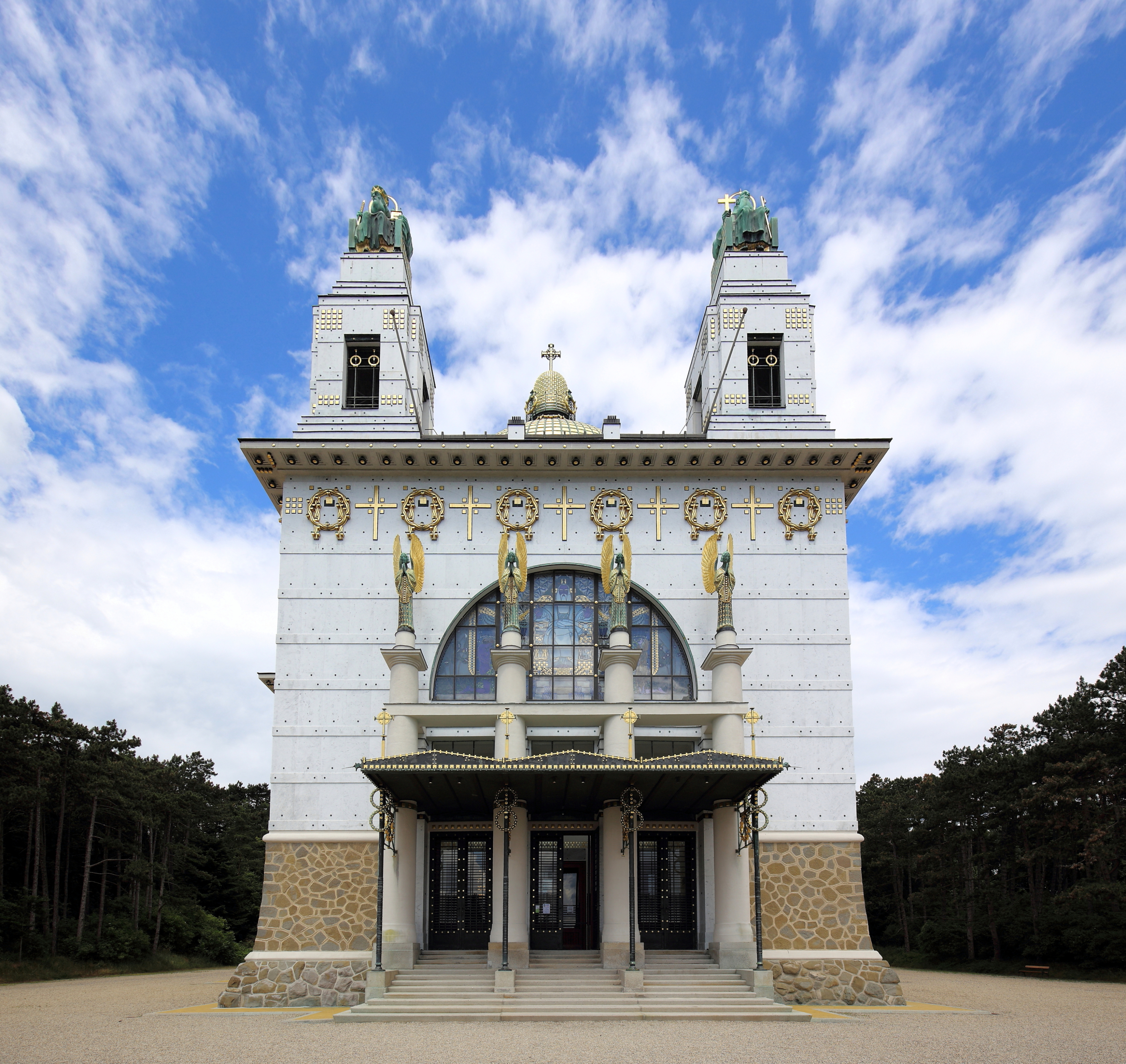
Kirche am Steinhof (1907)

Otto Koloman Wagner (Penzing, 13 juli 1841 – Wenen, 11 april 1918) was een Oostenrijks architect en een van de toonaangevende figuren in de Wiener Secession, de Weense variant van de jugendstil. Wagner ontwierp belangrijke gebouwen in Wenen. Zijn bekendste werken zijn de stations van de Wiener Stadtbahn (metro), de Wagner-huizen, de Kirche am Steinhof en de Postsparkasse. Het beroemde Secessionsgebäude is echter van Olbrich en niet van Wagner.

## Leven en werk
Otto Wagner werd geboren in Penzing, een voorstad van Wenen. Hij studeerde tussen 1857 en 1862 aan de Königliche Bauakademie in Berlijn en vervolgens in Wenen aan achtereenvolgens het Polytechnische Instituut en de Academie voor Beeldende Kunst, waar onder meer August Sicard von Sicardsburg en Eduard van der Nüll zijn leraren waren. Vanaf 1864 begon hij zelfstandig te bouwen in de stijl van het historisme.
In de jaren 90 van de 19de eeuw was Wagner de ontwerper van de Wiener Stadtbahn, waarvan een groot aantal stations en bruggen nog intact zijn. Opvallende gebouwen in dit grote project zijn het Stadtbahnstation op de Karlsplatz (1898) en, dicht in de buurt van paleis Schönbrunn, het keizerlijke wachtpaviljoen (1899).
In 1897 behoorde Wagner samen met architecten en ontwerpers als Josef Hoffmann en Joseph Maria Olbrich (die zijn leerlingen waren), ontwerpers als Koloman Moser en de schilder Gustav Klimt tot de oprichters van de Wiener Secession. Wagner ging gebruikmaken van de typisch secessionistische ornamentiek waardoor hij vooral bekend is geworden. Karakteristiek zijn twee panden aan de Linke Wienzeile (1888-89), de enige gerealiseerde ontwerpen van een ambitieus project om langs het kort daarvoor gereguleerde riviertje de Wien een stijlvolle boulevard aan te leggen. Het bekendste van deze beide panden is het Majolikahaus, genoemd naar de roze majolicaplaten aan de voorgevel. Voor het naastgelegen pand heeft Koloman Moser de gouden ornamenten ontworpen. Een typisch secessiongebouw is ook de Kirche am Steinhof, die in 1907 werd voltooid in Penzing, het stadsdeel waar Wagner werd geboren. Het is een tamelijk zeldzaam voorbeeld van een kerkgebouw in jugendstil.
Mettertijd werden zijn ontwerpen soberder. Zijn gebouw voor de Postspaarbank (Postsparkasse, 1904-6) wordt als een geslaagde synthese van functionaliteit en esthetiek beschouwd. Hij gebruikte daarbij eigentijdse bouwmaterialen als staalbeton en aluminium. 
Otto Wagner doceerde vanaf 1884 aan de Academie voor Beeldende Kunst. Tot zijn vele leerlingen behoorden invloedrijke architecten als Josef Hoffmann, Jan Kotěra, Joseph Maria Olbrich en Jože Plečnik.
In een van de entreegebouwen aan de Karlsplatz is een permanente tentoonstelling over Otto Wagner ingericht.

### Links
- (de)  Einige skizzen 1, Wien, 1905.
- (de)  Einige skizzen 2, Wien, 1905.
- (de)  Einige skizzen 3, Wien, 1905.

- Bibsys: 90250583
- Biblioteca Nacional de España: XX1156519
- Bibliothèque nationale de France: cb12281812w (data)
- Catàleg d'autoritats de noms i títols de Catalunya: 981058519552306706
- CiNii: DA0191026X
- Gemeinsame Normdatei: 118628399
- International Standard Name Identifier: 0000 0001 2100 7787
- Library of Congress Control Number: n79117094
- Nationale Bibliotheek van Letland: 000184795
- Bibliotheek van het Japanse parlement: 00459984
- Nationale Bibliotheek van Tsjechië: xx0005989
- Nationale bibliotheek van Australië: 35162011
- Nationale Bibliotheek van Israël: 987007275430305171
- Nationale Bibliotheek van Polen: a0000001225539
- Nationale en Universitaire bibliotheek Zagreb: 000189312
- Nederlandse Thesaurus van Auteursnamen: 069415471
- Réseau des bibliothèques de Suisse occidentale: 02-A012367550
- RKD-Nederlands Instituut voor Kunstgeschiedenis: 82461
- Istituto Centrale per il Catalogo Unico: RAVV013667
- LIBRIS: 233721
- SNAC: w6gj0b0t
- Système universitaire de documentation: 027698270
- Trove: 847261
- Union List of Artist Names: 500016971
- Virtual International Authority File: 39439361
- WorldCat: E39PBJkXyqg8WryfxCYtFvhPwC